# Desmometopa varipalpis
Desmometopa varipalpis is een vliegensoort uit de familie van de Milichiidae. De wetenschappelijke naam van de soort is voor het eerst geldig gepubliceerd in 1927 door Malloch.